# No Brain. But Balls!
No Brain. But Balls! ist das Debütalbum der deutschen Hard-Rock-Band Blood God. Es erschien 2012 über Alive als Doppel-CD und wurde 2017 von Massacre Records als Teil der Kompilation Rock'n'Roll Warmachine noch einmal neu veröffentlicht.

## Hintergrund
Seine Vorlieben für Hard Rock lebte Bandgründer Thomas Gurrath ursprünglich mit der Band Big Ball aus, deren einziges Album 2010 bei AFM Records erschien. Aufgrund von Differenzen mit dem Musiklabel, die auch das bereits fertig eingespielte Album No Brain. But Balls! betrafen, löste Gurrath die Band auf, um das Album unter neuem Banner und bei Alive zu veröffentlichen.
Produziert wurde es von Dennis Ward (u. a. Pink Cream 69), der auch den Bass übernahm, während Andreas Donadel für das Schlagzeug verantwortlich zeichnete. Tom Naumann (Primal Fear, Sinner) spielte einige zusätzliche Gitarrenspuren ein und das „Blood Babe“ Juli war bei einigen Liedern als Sängerin aktiv.
Zum ersten Lied des Albums, Blowjob Barbie, wurde ein Video gedreht, das laut Metal Hammer „blutig und sexy (fast schon pornös)“ sei und damit „so manchen verschrecken“ könnte.
Über die üblichen Szenemedien hinaus wurden die Band und ihr Debütalbum mit einem Interview und einem Review auch im Penthouse rezipiert.

## Cover
Das Cover zeigt als Hauptmotiv ein weibliches Gesäß mit einem schwarzen String-Panty. Zwischen den Beinen kommt eine teiltätowierte Hand mit schwarz lackierten Fingernägeln hervor, die dem Betrachter den erigierten Mittelfinger zeigt.
Links oben ist das mit einem Totenkopfmotiv hinterlegte Logo der Band zu sehen, rechts unten befindet sich zweizeilig der Titel des Albums. In drei von vier Ecken sowie in einem schmalen Streifen an der rechten Seite ist rote Farbe verteilt, die an Blut erinnert.

## Titelliste
| #  | Titel                     | Länge |
| -- | ------------------------- | ----- |
| 1  | Blowjob Barbie            | 3:48  |
| 2  | Womanizer                 | 4:02  |
| 3  | Nasty Lover               | 3:34  |
| 4  | Stupid but Sexy           | 3:02  |
| 5  | This Woman Makes Me Crawl | 4:03  |
| 6  | No Brain but Balls        | 3:37  |
| 7  | Psycho Pussy              | 2:53  |
| 8  | Lovemaker                 | 4:07  |
| 9  | Rock the Hell – Out of Me | 3:48  |
| 10 | Love and Pain             | 4:06  |
| 11 | Hangover from Hell        | 3:16  |
| 12 | Hard Rock Party Bus       | 3:24  |
| 13 | Sex Kitten                | 2:57  |

Die zweite CD der ursprünglichen Doppel-CD enthält die Lieder in identischer Reihenfolge, dann aber mit Death-Metal-Gesang im Debauchery-Stil.

## Musik und Texte
Musikalisch ordnete der Metal Hammer das Debütalbum dahingehend ein, dass es „Fans von AC/DC, Motörhead und Accept verzücken“ könnte. In einer Rezension der Zeitschrift hieß es, man höre „Vierviertel-Hard Rock mit viel Angus & Malcolm und ein bisschen Accept“. Ähnlich formulierte es Lisa Stegner vom Rock Hard, die den Stil als „Rock´n´Roll à la Bon Scott und Angry Anderson“ beschrieb. Bei Metal.de wurde auch die schwedische Metal-Band Bullet als Referenz angeführt. Ohne Bezug zu Künstlern wurde zudem allgemeiner von der „Essenz des knackigen, Blues- und Boogie-infiltrierten Hardrocks“ geschrieben.
Thematisch kreisen die Lieder um Frauen, Musik und Alkohol.

## Rezensionen
Das Album wurde – mit Einschränkungen – positiv aufgenommen. Die „13 Viagra-Fantasien“ würden „schon ganz ordentlich“ rocken, „aber wohl eher als kleiner Quickie für zwischendurch denn als große Liebe in Erinnerung bleiben“, hieß es beim Rock Hard.
In eine vergleichbare Richtung, wenn auch mit einem anderen Ansatz, ging das Urteil des Metal Hammer:

„Dass der Stuttgarter Musiker hier nie den Swing von AC/DC erreicht, steht außer Frage, vom Augenzwinkern in den anzüglichen Texten ganz zu schweigen. [...] Was alles nicht heißen soll, dass das Ding hier schlecht gemacht ist, denn das stimmt keinesfalls. Man braucht es nur nicht so richtig. Es sei denn, es gibt Bier.“

Ohne die abschließende Einschränkung des Metal-Hammer-Kollegen urteilte der Rezensent von Musikreviews:

„Wer von Boogie Hard Rock nicht genug bekommen kann, darf ruhig zu „No Brain But Balls“ greifen. Sonderlich innovativ ist es zwar nicht gerade, was Blood God uns da servieren, aber das Album ist kompositorisch gutklassig, macht Laune und bringt sicherlich jede Party in Schwung.“